# Lorraine de Gournay
Pour les autres membres de la famille, voir Famille Bompard.
Lorraine de Gournay, née en septembre 1976, est une dirigeante d'entreprise française. Fille d’Éric Bompard, elle a succédé à celui-ci à la direction de la société de même nom.

## Biographie
Lorraine de Gournay, née Lorraine Bompard, est l’aînée des deux filles d’Éric Bompard. Après une maîtrise d'économie appliquée à Dauphine, un DEA à Sciences Po Paris, et une Maîtrise en administration des affaires à HEC, elle entame son parcours professionnel chez Goldman Sachs, trois ans, à l'equity research (le département d’analyse financière de cette banque d’investissement). Elle s'est mariée à Geoffroy de Gournay, cadre lui aussi dans ce secteur financier. À 26 ans, en 2003, elle décide de rejoindre le groupe créé par son père. « J’ai senti que c’était le bon moment pour prendre une place auprès de mon père. »,.
Elle s’attelle à  la création d'un site marchand sur internet pour la société. Deux ans plus tard, elle est nommée directrice du développement, poste créé pour elle. Après l'ouverture d’une boutique sur l'avenue des Champs-Élysées en 2007, elle anime le projet d’un second navire amiral à Paris, rue du Bac, deux étages sur 400 m2, avec 20 000 produits exposés dans une «bibliothèque suspendue». 
Éric Bompard a conservé son titre de PDG, et suit le parcours de sa fille aînée, Lorraine, devenue directrice générale en 2009 et de sa cadette Émilie, administrateur. La transition se fait en douceur. Une gestion de la succession caractéristique d'une entreprise relativement récente (création dans les années 1980) qui affirme son caractère familial.
Après 15 années à la tête de l'entreprise, Lorraine de Gournay, et Éric Bompard, cèdent la société qui a atteint environ 100 millions d'euros de chiffre d'affaires à l'entrepreneur Xavier Marie en mars 2018. Depuis, Lorraine de Gournay siège au conseil d'administration de la Société Éric Bompard et accompagne des startups innovantes dans le domaine du retail et du luxe. Elle a créé sa propre société qui conseille et investit dans des startups et des PME ETI.